# هيجة وادي رملان
هيجة وادي رملان أو هيجة رملان هي قرية تقع شرق محافظة الدرب التابعة لمنطقة عسير جنوب غرب المملكة العربية السعودية.

## نبذة
تقع القرية بين وادي رملان جنوبا ووادي عتود شمالاً. ويبلغ عدد سكان القرية حوالي الخمسمائة نسمة فقط، موزعين على قرى محبل والدهشرة وأم المحق وقايم السرح وأبو الربش ورصيفه وهي قرى صغيرة. وتتوفر بها بعض الخدمات الضرورية كالجامع ومدرستين ابتدائية للبنين والبنات. يعتمد أهالي القرية في المقام الأول على تربية المواشي وزراعة الذرة، حيث بها غابة خضراء بطول 3 كيلومترات وبعرض يصل إلى كيلو متر ونصف، تحوي العديد من الأشجار كالدوم والضبر وشجر الاراك والعدن وغيرها.